# Arrondissement de Quakenbrück

L'Arrondissement de Quakenbrück

L'arrondissement de Quakenbrück est une ancienne subdivision administrative française du département de l'Ems-Supérieur créée le 1er janvier 1811 et supprimée le 11 avril 1814.

## Composition
L'rrondissement de Quakenbrück comprenait les cantons de Ankum, Cloppenburg, Diepholz, Dinklage, Friesoythe, Löningen, Neuenkirchen-Vörden, Quakenbrück, Vechta et Wildeshausen.